# محمد الفاضل
محمد الفاضل (1919 - 22 شباط 1977) حقوقي ومحام ووزير سوري، وأستاذ جامعي عُيِّن رئيسًا لجامعة دمشق. لُقِّبَ بعلَّامة القانون ومفخرة سورية في الحقوق. تولَّى وِزارة العدل، وكان عضوَ القيادة القومية لحزب البعث العربي الاشتراكي، ومستشارًا قانونيًّا للرئيس حافظ الأسد. اغتالته جماعة الطليعة المقاتلة المنشقة عن الإخوان المسلمين، لوضعه قوانين محكمة أمن الدولة في سورية التي حكمت على مئاتٍ من جماعة الإخوان بالإعدام.

## ولادته وتحصيله
وُلد محمد الفاضل في قرية عين الجاش بمدينة دريكيش في محافظة طرطوس، لأسرة من الطائفة النصيرية (العلوية). تلقَّى تعليمه الابتدائي في مدارس المنطقة، وتعليمه الإعدادي والثانوي في مدارس طرابلس وحلب.
بسبب تفوقه مُنح منحة مدرسية على نفقة وزارة المعارف (وزارة التربية والتعليم) حيث درس الإعدادية والثانوية في مدارس طرابلس، ثم التحق بجامعة دمشق (الجامعة السورية) وحصل منها على شهادة الإجازة في الحقوق عام 1942، وتابع تعليمه العالي في فرنسا، فحصل من جامعة باريس على دبلوم معهد العلوم الجنائية عام 1948، وعلى دبلوم معهد القانون المقارن، ودبلوم معهد الدراسات الدولية العليا عام 1949.
وحصل من جامعة باريس على درجة الدكتوراه في القانون عام 1949، وفي عام 1952 حصل على منحة دراسية من منظمة الأمم المتحدة لدراسة الأساليب الحديثة في النظم العقابية ومحاكم الأحداث في غربي أوروبا، والاطلاع على مناهج تدريس قانون العقوبات والإجراءات الجزائية، وعلم الإجرام، والتشريعات المالية والاقتصادية والجزائية في الجامعات الأوربية.
والتحق بجامعة كامبردج في إنكلترا، كما حصل عام 1961 على منحة دراسية من أكاديمية القانون الدولي في لاهاي للاشتراك في أعمال مركز البحوث الدولية والتعمق في دراسة القانون الدولي.

## عمله
عُيّن إثر عودته من أوروبا عام 1949 مدرسًا في كلِّية الحقوق بالجامعة السورية، ورُقِّي إلى أستاذ مساعد فأستاذ (بروفسور)، وأصبح رئيسًا لقسم القانون الجنائي وأصول المحاكمات الجزائية عام 1959، فعميدًا لكلِّية الحقوق عام 1964، ورئيسًا لجامعة دمشق عام 1976. 
وإلى جانب عمله الجامعي التخصُّصي مارس المحاماة منذ عام 1944، واختير وزيرًا للعدل عام 1966. وكان عضوًا في القيادة القومية لحزب البعث، ومستشارًا لرئيس الجمهورية حافظ الأسد للشؤون القانونية.
تجاوز نشاط محمد الفاضل العلمي حدود عمله، أستاذًا ومحاميًّا، فشارك في عضوية عدد كبير من المجالس والجمعيات ومراكز البحوث العلمية، العربية والأجنبية. ومثَّل سورية في عددٍ كبير من المؤتمرات العلمية والدَّولية، العربية والأجنبية، رئيسًا وعضوًا في وفد الجمهورية، وممثلًا لجامعة دمشق.

## مؤلفاته
وضع الفاضل عدداً كبيرًا من الكتب أهمها:
1. المذاهب السياسية وأنظمة الحكم.
2. القضاء الإداري.
3. العَلاقات الدَّولية في العصر الحديث.
4. الوجيز في أصول المحاكمات الجزائية.
5. الجرائم الواقعة على أمن الدولة.
6. الجرائم الواقعة على الأشخاص.
7. محاضرات في الجرائم السياسية.
8. محاضرات في تسليم المجرمين.
9. المبادئ العامَّة في التشريع الجزائي.
10. مبادئ الدفاع الاجتماعي.

وألف باللغتين الفرنسية والإنكليزية كتبًا وأبحاثًا في مختلِف فروع القانون.

## جوائزه وتكريمه
- مُنِح جائزة الدولة التشجيعية على إنتاجه العلمي عام 1960، عن كتابه "الجرائم الواقعة على أمن الدولة".
- نال جائزة الدولة عام 1968 تقديرًا لمؤلَّفه "التعاون الدَّولي في مكافحة الإجرام".
- مُنِح وسام الاستقلال من الدرجة الأولى ووسام التربية الممتاز من المملكة الأردنية الهاشمية.
- مُنِح وسام الاستحقاق السوري من الدرجة الممتازة من الجمهورية العربية السورية.

## حياته الشخصية
تزوَّج الفاضل بالسيدة فريزة العَجْلاني (ولدت 1922) إحدى أولى المحاميات في تاريخ سورية الحديث، وهي أخت منير العَجْلاني الحقوقي النائب والوزير السابق، وهي من أسرة مسلمة سنِّية حسينية النسب. 

## اغتياله
اغتيل محمد الفاضل رميًا بالرصاص في حرم جامعة دمشق صبيحة يوم الثلاثاء 22 من فبراير (شُباط) 1977، على يد جماعة الطليعة المقاتلة المنشقَّة عن الإخوان المسلمين، نفَّذ العملية عبد الستار الزعيم واستخدم فيها رشَّاشًا من عيار 7 ملم، وأفرغ في جسد المحامي محمد الفاضل ست عشرة طلقة دراكًا، وكان فيصل غنامة عنصر الحماية في هذه العملية ومهدي علواني سائقًا للدراجة النارية التي أقلَّت المنفِّذين الذين تمكنوا من الانسحاب.
وشُيِّع إلى مسقط رأسه في دريكيش، يوم الأربعاء 23 من فبراير (شُباط) ودُفن فيها، مخلِّفًا وراءه تراثًا علميًّا ثريًّا وآلافًا من الطلبة الذين دانوا له بالعلم والمعرفة الحقوقية.
وورد ذكر الفاضل في مذكرات أيمن الشربجي قائد الطليعة الإسلامية المقاتلة للإخوان المسلمين في دمشق، وأن استهدافه بالاغتيال جاء لأنه كان “أهمَّ مُشرِّع قانوني في الشرق الأوسط”.
وتشير بعض المصادر إلى أن أوَّل من أذاع خبر اغتياله هو التلفزيون الإسرائيلي حين قال: قُتل رجلُ القانون الأوَّل في العالم.